# مايوما (مدينة)
مايوما (وتسمى أيضًا مايوماس أو مايوما) هو أحد أسماء الميناء القديم الرئيسي في غزة، والذي كان يعمل في بعض الأحيان كمدينة منفصلة؛ وكان الميناء القديم الآخر في غزة هو أنثيدون. وتقع بقاياه في منطقة الرمال الحالية بالقرب من مدينة غزة في قطاع غزة.

## التاريخ
تم توثيق «ميناء غزة» لأول مرة في إحدى برديات زينون، وهي رسالة عمل كتبت في سبتمبر 258 قبل الميلاد.
في العصور القديمة، كانت مايوما واحدة من مينائي غزة، وكانت بمثابة المركز التجاري الرئيسي لطريق البخور على البحر الأبيض المتوسط. تقع بالقرب من غزة، وكانت تسمى ببساطة «ميناء غزة» في العديد من المصادر المبكرة، على سبيل المثال أشار إليها سترابو وبطليموس باسم Gazaion limen. ولكنها كانت متميزة عن المدينة التي تقع مقابلها، والتي تم الاعتراف بها كمدينة مستقلة منذ العصر المسيحي المبكر. ويبدو أن الاسم اليوناني نيابوليس («المدينة الجديدة») قد استُخدم أيضًا في الإشارة إليها.[بحاجة لتوضيح]

### النبطيون والحسمونيون
كان ميناء غزة يقع في نهاية طريق تجارة التوابل والبخور النبطي، حيث كان يتعامل في الأعشاب والتوابل والبخور والأقمشة والزجاج والطعام. وصلت البضائع إلى الميناء على ظهور الجمال من جنوب شبه الجزيرة العربية (مملكة سبأ) عبر البتراء وادي عربة وعبور صحراء النقب عبر عوفدت. وفي ميناء غزة، تم شحن هذه البضائع إلى الأسواق الأوروبية. أدى غزو الإسكندر جانيوس لغزة، والذي حرم الأنباط من الوصول إلى الميناء والتجارة مع روما، إلى دفع أوبوداس إلى شن حملة عسكرية ضد ملك الحشمونائيم.

### الفترات الرومانية والبيزنطية
أعيد بناء مايوما بعد دمجها في الإمبراطورية الرومانية في عام 63 قبل الميلاد تحت قيادة بومبي ماغنوس وتم إعادة فتح طرق التجارة. على الرغم من أن المدينة نمت لتصبح مجتمعًا ليس بالقليل الأهمية ويبلغ عدد سكانه 9000 نسمة وسعت بشكل متزايد إلى استقلال غزة، إلا أنها ظلت كومي تابعة (مستوطنة تابعة لبوليس يونانية).
في عهد قسطنطين الكبير، الذي منح مايوما وضع مدينة منفصلة، تلقت اسم كونستانتيا نسبة إلى أخت الإمبراطور (أو ابنه). وقد قيل إن سكان مايوما «اختاروا بشكل جماعي التحول إلى المسيحية» أو أنها أصدرت نوعًا من الإعلان العام عن مسيحيتها.
في عهد الإمبراطور جوليان، المعروف باسم جوليان المرتد من قبل المسيحيين، تم تخفيض رتبتها وتم تغيير الاسم إلى مايوماس، والذي يمكن اعتباره ببساطة يعني «مكان الميناء»، أو «الجزء من غزة باتجاه البحر». ونتيجة لهذا، يرتبط هذا المهرجان لدى البعض بمهرجان وثني يُسمى أيضًا مايوما أو مايوما، ومع ذلك، يرى آخرون أن كلمة «مايوما» قد تطورت لتشمل مجموعة أوسع بكثير من المعاني بحلول الوقت الذي أُطلق فيه هذا الاسم على الميناء القريب من غزة، ولم يُقام مهرجان مايوما بالمعنى الأصلي للكلمة هناك على الإطلاق. لم يقم الأباطرة المتعاقبون بعكس قرار جوليان، على الرغم من أنهم سمحوا لمايوما بالحفاظ على أسقفية مستقلة.

## المسيحية في مايوما
ويبدو أن مايوما كانت مركزًا مبكرًا لانتشار المسيحية، وهو ما قد يفسر معاملة قسطنطين وجوليان لمكانتها. ويقال أن أغلب سكانها من أصل مصري. لقد تمسكت غزة بإيمانها الوثني وصمدت في وجه محاولات البعثات التبشيرية المسيحية، ونتيجة لذلك أقام الأساقفة الأوائل لغزة في مايوما. وبعد أن استعادت المدينة استقلالها عن غزة، أصبح لها لفترة معينة من الزمن أسقفها الخاص، وذلك بسبب مقاومة غزة الطويلة نسبياً لإدخال المسيحية. كان أول أسقف معروف في مايوما هو شخص يدعى زينو من حوالي عام 395 إلى ما بعد عام 400، وذكره سوزومينوس. ومن بين المعروفين الآخرين بوليانوس (أو بولينيانوس)، المشارك في المجمع الأول في أفسس في عام 431؛ وبولس، الذي شارك في المجمع الثاني في أفسس في عام 449؛ وبطرس الإيبيري الذي كان مترددًا في الخدمة في المنصب ولكن تم انتخابه من قبل المواطنين في عام 452 على الرغم من ذلك؛ ويوحنا روفوس، خليفته؛ وبروكوبيوس، وهو آخر أسقف معروف من مايوما، والمعروف أنه شارك في مجمع القدس عام 581. ومن الجدير بالذكر أيضًا القديس كوزماس من مايوما.
اشتهرت المدينة بوجود قبر القديس فيكتور فيها، وهو شهيد مصري، ولكن لا أحد يعرف المزيد عن هويته.[بحاجة لتوضيح]
أسس القديس سويروس الأنطاكي، تلميذ بطرس الإيبيري، ديرًا في محيط مايوما حوالي عام 500. وفقًا لكتاب حياة سيفيروس، الذي كتبه زاكارياس ريتور، فقد تم ذلك بعد أن حصل سيفيروس على ميراث كبير وتم تحويل دير بطرس من غار إلى دير صغير. يذكر جون موسكوس ديرًا ربما يكون لسيفيروس في أوائل القرن السابع، ومع ذلك، فإن الموقع الدقيق للدير لا يزال غير معروف.

### أساقفة مايوما
عرض قسطنطين على المسيحيين في مايوما الاستقلال عن غزة الوثنية. تراجع يوليان المرتد عن هذه الخطوة الإدارية، ولكن بعد حكمه تم استعادة ترتيبات قسطنطين، وأصبحت مايوما في النهاية مقرًا لأسقف مستقل. كان الأساقفة الأوائل لغزة، وليس مايوما، يقيمون أيضًا في مايوما. تتضمن القائمة غير الكاملة لأساقفة مايوما ما يلي:
- زينو، الراهب الذي أصبح أول أسقف معروف في مايوما، بين أواخر القرن الرابع وأوائل القرن الخامس[19] (يقدم ترومبلي 395–400[20])
- بوليانوس أو بولينيانوس، مشارك في المجمع الأول في أفسس عام 431[19]
- بولس، ابن أخ جوفينال، رئيس أساقفة القدس [الإنجليزية]، حضر المجمع الثاني في أفسس عام 449[19]
- كان بطرس الإيبيري (حوالي 417–491)، وهو من أتباع المذهب الموحدي، قد عاش لعدة سنوات في الدير بين مايوما وغزة، ملتزمًا بالحياة الرهبانية، ولكن في عام 452، أثناء الثورة المناهضة لمجمع خلقيدونية في فلسطين، قام مسيحيو مايوما بتعيينه أسقفًا بالقوة.[19][24] ظل أسقفًا اسميًا لبقية حياته، لكنه لم يمكث في مايوما إلا حتى عام 453، عندما طُرد من المدينة.[19][24]
- جون روفوس، ربما خليفة بطرس وزميله في العقيدة المونوفيزية؛[19] وفقًا لادعائه الخاص في عنوان عمله، Plerophoriae، ولكن لا يوجد مصدر آخر يدعمه.[24] ربما تم تكريسه أسقفًا لمايوما من قبل أتباع مجمع خلقيدونية بعد وفاة بطرس الإيبيري في عام 491.[24]
- بروكوبيوس، آخر أسقف معروف من مايوما، شارك في مجمع القدس عام 581[19][محل شك]

وفقًا لمصادر أخرى، هناك أسقف آخر لمايوما نعرفه:
- القديس كوزماس من مايوما [الإنجليزية] (توفي عام 773 أو 794)، عُيّن أسقفًا لمايوما في عام 743.[25]

## بقايا مايوما
مايوما هي قرية الميناء التي تبعد حوالي 4 كيلومترات عن غزة باتجاه البحر. ومن بين الاكتشافات الأثرية البارزة في الموقع أرضية الفسيفساء في كنيس غزة التي تمثل داود مع قيثارة، والتي يعود تاريخها إلى أوائل القرن السادس الميلادي وتم اكتشافها في منتصف الستينيات. يبدو أن المدينة كانت محصنة، ولكن لا يزال من الصعب تتبع الجدار المحيط بها.